# Триалюминийдиникель
Триалюминийдиникель (триалюминид диникеля) — бинарное неорганическое соединение
никеля и алюминия
с формулой Al3Ni2,
кристаллы.

## Получение
- Сплавление стехиометрических количеств чистых веществ:

{\displaystyle {\mathsf {2Ni+3Al\ {\xrightarrow {1133^{o}C}}\ Al_{3}Ni_{2}}}}

## Физические свойства
Триалюминийдиникель образует кристаллы
тригональной сингонии,
пространственная группа P 3m1,
параметры ячейки a = 0,4036 нм, c = 0,4900 нм, Z = 1 
.
Структура кристаллов более сложная, они образуют аппроксимантные квазикристаллы.
Соединение образуется по перитектической реакции при температуре 1133°С.
Имеет область гомогенности 37÷41 ат.% никеля.

## Химические свойства
- Разлагается при нагревании :

{\displaystyle {\mathsf {Al_{3}Ni_{2}\ {\xrightarrow {>1133^{o}C}}\ Al+2AlNi}}}